# بنغاس طويل الخيوط
بنغاس طويل الخيوط (الاسم العلمي:Pangasius macronema ) هو نوع من الأسماك يتبع جنس البنغاس من فصيلة سلور القرش.